# ジャーメル・チャーロ
ジャーメル・チャーロ（Jermell Charlo、1990年5月19日 - ）は、アメリカ合衆国のプロボクサー。テキサス州リッチモンド出身。元WBAスーパー・WBC・IBF・WBO世界スーパーウェルター級統一王者。
双子の兄は世界2階級制覇王者のジャーモール・チャーロ。

## 来歴
2007年12月8日、スーパーウェルター級でプロデビューを果たし4回3-0（40-35×2、39-35）の判定勝ちを収め白星デビューを飾った。
2013年1月26日、ハリー・ジョー・ヨージーとWBCアメリカ大陸スーパーウェルター級王座決定戦を行い、8回1分9秒KO勝ちを収め王座獲得に成功した。
2013年6月8日、スタブハブ・センターでUSBA全米スーパーウェルター級王者デメトリアス・ホプキンスと対戦し、12回3-0（115-113×3）の判定勝ちを収め王座獲得に成功した。　
2014年5月24日、カナダ・モントリオールのベル・センターでチャーリー太田と対戦し12回3-0（115-111、118-109×2）の判定勝ちを収めた。
2015年3月28日、パームス内ザ・パールでバネス・マーティロスヤンと対戦し、10回3-0（97-93、96-94×2）の判定勝ちを収めた。
2015年10月31日、ヒューストンのレリアント・アリーナで元WBA世界スーパーウェルター級王者ジョアシャン・アルシーヌと対戦し、6回1分21秒TKO勝ちを収めた。
2016年5月21日、ザ・コスモポリタンでフロイド・メイウェザー・ジュニアの引退に伴いWBC世界スーパーウェルター級2位のジョン・ジャクソンとWBC世界スーパーウェルター級王座決定戦を行い、8回51秒KO勝ちを収め王座獲得に成功、IBF王者のジャーモールと共に同階級での双子同時王者という史上初の快挙を達成した。
2017年4月22日、ニューヨーク市ブルックリン区のバークレイズ・センターでWBC世界スーパーウェルター級1位のチャールズ・ハットリーと対戦し、6回32秒KO勝ちを収め初防衛に成功した。5月11日、WBCはチャーロをWBCの2017年5月度の月間MVPに選出した。
2017年10月14日、バークレイズ・センターでエリスランディ・ララVSテレル・ガーシャの前座でWBC世界スーパーウェルター級1位のエリクソン・ルービンと対戦し、初回2分41秒TKO勝ちを収め2度目の防衛に成功した。
2018年5月18日、チャーロが恋人の首を絞めて床や壁に押し付け窒息させようとしたとして家庭内暴行の重罪容疑で逮捕され、2万ドルの保釈金を支払い収監されていたダラス郡刑務所を保釈された。チャーロは容疑を否認している。
2018年6月9日、ロサンゼルスのステイプルズ・センターで元WBA世界スーパーウェルター級王者でWBC世界スーパーウェルター級9位のオースティン・トラウトと対戦し、12回2-0（118-108、115-111、113-113）の判定勝ちを収め3度目の防衛に成功した。この試合でチャーロは75万ドル（約8100万円）、トラウトは25万ドル（約2700万円）のファイトマネーを稼いだ。
2018年12月22日、バークレイズ・センターでトニー・ハリソンと対戦し、プロ初黒星となる12回0-3（112-116、113-115×2）の判定負けを喫し4度目の王座防衛に失敗、王座から陥落した。
2019年1月22日、WBCはジャーメル・チャーロとトニー・ハリソンに即時再戦を指令した。
2019年3月20日、恋人に対する家庭内暴行容疑事件の裁判でチャーロに無罪判決が下された。
2019年12月21日、オンタリオのトヨタ・アリーナでWBC世界スーパーウェルター級王者のトニー・ハリソンと1年ぶりに再戦し、11回2分28秒TKO勝ちを収め王座に返り咲いた。
2020年9月26日、コネチカット州のモヒガン・サン・アリーナでWBAスーパー・IBF世界スーパーウェルター級王者ジェイソン・ロサリオと対戦し、ボディへのジャブで8回21秒KO勝ちを収め王座統一に成功した。二部構成の興行として行われ、第一部のメインイベントに双子の兄・ジャーモールが出場し、第二部のメインイベントにジャーメルが出場した。
2021年7月17日、テキサス州のAT&TセンターでWBO世界スーパーウェルター級王者ブライアン・カスターニョとの4団体統一戦に臨むも、12回判定1-1（117-111、113-114、114-114）の引き分けに終わり、スーパーウェルター級初の4団体統一王者誕生はお預けとなった。しかしこの試合は、競った好試合ながらカスターニョが勝っていたとの声が圧倒的に多く、実際、米国スポーツメディア「The Athletic」のマイク・コッピンガー記者が自身のTwitter上で行ったアンケートでも、カスターニョ勝利支持が89.3%に対してチャーロ勝利支持は10.7%とカスターニョ勝利支持の投票が圧倒した。Showtimeが放送したこの試合の平均視聴者数は42万2千人だった。
2022年2月16日、ブライアン・カスターニョとの再戦が3月19日に決まっていたが、カスターニョがトレーニング中に上腕二頭筋の裂傷を負ったために試合が延期となった。
2022年3月9日、チャーロ兄弟の従兄弟とされる人物が2021年9月5日にジャーメルから「素手でお前を殺す」と脅されて殴られたとして刑事告発を行い、当局がジャーメルに対して逮捕状を請求していることが報道された。双子の兄ジャーモールが前月に逮捕されたのもこの事件のためとされている。

### 4団体統一
2022年5月14日、カリフォルニア州カーソンの ディグニティ・ヘルス・スポーツ・パーク・テニスコートでWBO世界スーパーウェルター級王者ブライアン・カスターニョとダイレクトリマッチを行い、10回に2度ダウンを奪い10回2分33秒KO勝ちを収め男子ボクサーでは史上7人目かつスーパーウェルター級では初となる主要4団体統一王者となった。Showtimeが放送したこの試合の平均視聴者数は75万6千人だった。またこの試合でチャーロは100万ドル（約1億3千万円）、カスターニョは50万ドル（約6700万円）のファイトマネーを稼いだ。
2023年1月28日、WBO世界スーパーウェルター級1位の指名挑戦者ティム・チューと対戦する予定だったが、チャーロがスパーリングで左手を2箇所骨折したため延期されることが2022年12月24日に発表された。
2023年9月30日、ネバダ州ラスベガスのT-モバイル・アリーナにて2階級上のWBAスーパー・WBC・IBF・WBOスーパー世界スーパーミドル級統一王者サウル・アルバレスに挑戦。アンディスピューテッド王者（議論の余地のない王者）同士の対戦と喧伝されていたが、2階級差の壁は大きく、チャーロは終始腰が引け後手後手でガードを固めて下がる展開が続き、前進して圧力をかけ続けるアルバレスに圧倒され、12回0-3（108-119、109-118×2）の判定負けを喫し王座獲得に失敗した。
なお、この試合の開始と同時にチャーロはWBO世界スーパーウェルター級正規王座を剥奪され、暫定王者のティム・チューが正規王者に昇格した。
2023年11月21日、同日にIBFスーパーウェルター級1位で2019年11月から指名挑戦者になっているバフラム・ムルタザリエフとの指名試合の入札が行なわれる予定だったが、チャーロはIBF王座を返上した。
2023年12月16日、家族への暴行により警察に逮捕され、暴行罪で起訴される。2日後の18日に保釈金を支払い釈放された。被害者の名前は明らかにされていないが、チャーロの妻が離婚を申請し、接近禁止命令を要請した。
2024年1月26日、WBCはチャーロからWBC王座を剥奪した上で休養王座に認定した。
2024年3月2日、WBAはチャーロが唯一保持していた王座であるWBAスーパー王座を剥奪した上で休養王座に認定した。

## 戦績
- アマチュアボクシング：64戦 56勝 8敗
- プロボクシング：38戦 35勝 (19KO) 2敗 1分

| 戦           | 日付           | 勝敗 | 時間     | 内容    | 対戦相手                         | 国籍                     | 備考 |
| ------------ | -------------- | ---- | -------- | ------- | -------------------------------- | ------------------------ | --- |
| 1            | 2007年12月8日  | ☆    | 4R       | 判定3-0 | コーリー・ソマービル             | アメリカ合衆国           | プロデビュー戦 |
| 2            | 2008年4月19日  | ☆    | 3R 1:30  | TKO     | ヘスス・ビジャレアル             | メキシコ                 | |
| 3            | 2008年6月13日  | ☆    | 1R 2:36  | TKO     | ドウェイン・ジョーンズ           | アメリカ合衆国           | |
| 4            | 2008年9月6日   | ☆    | 4R 0:15  | TKO     | ロドリゴ・ビジャレアル           | アメリカ合衆国           | |
| 5            | 2008年10月10日 | ☆    | 6R       | 判定3-0 | デオン・ナッシュ                 | アメリカ合衆国           | |
| 6            | 2009年2月28日  | ☆    | 4R       | 判定3-0 | フアン・セラーノ                 | ドミニカ共和国           | |
| 7            | 2009年4月4日   | ☆    | 6R       | 判定3-0 | カルロス・ガルシア               | プエルトリコ             | |
| 8            | 2009年6月26日  | ☆    | 8R 0:42  | TKO     | フェデリコ・フローレス・ジュニア | アメリカ合衆国           | |
| 9            | 2009年8月22日  | ☆    | 6R       | 判定3-0 | ヴィト・ガスパリアン             | アルメニア               | |
| 10           | 2009年12月12日 | ☆    | 2R 2:11  | KO      | アブドン・ロザーノ               | アメリカ合衆国           | |
| 11           | 2010年3月27日  | ☆    | 8R       | 判定3-0 | ジェラルド・セサール・プリエト   | メキシコ                 | |
| 12           | 2010年6月18日  | ☆    | 1R 1:03  | TKO     | アダン・ムリージョ               | メキシコ                 | |
| 13           | 2010年8月6日   | ☆    | 2R 2:44  | TKO     | クイントン・ウィテカー           | アメリカ合衆国           | |
| 14           | 2010年11月12日 | ☆    | 8R       | 判定3-0 | ルイス・グラヘダ                 | メキシコ                 | |
| 15           | 2011年6月17日  | ☆    | 6R       | 判定3-0 | ラリー・スミス                   | アメリカ合衆国           | |
| 16           | 2011年10月7日  | ☆    | 8R       | 判定3-0 | フランシスコ・サンタナ           | アメリカ合衆国           | |
| 17           | 2012年3月24日  | ☆    | 3R 1:22  | TKO     | クリス・チャットマン             | アメリカ合衆国           | |
| 18           | 2012年6月23日  | ☆    | 5R 1:12  | KO      | デニス・ダグリン                 | アメリカ合衆国           | |
| 19           | 2012年11月24日 | ☆    | 10R      | 判定3-0 | デイション・ジョンソン           | アメリカ合衆国           | |
| 20           | 2013年1月26日  | ☆    | 8R 1:09  | KO      | ハリー・ジョー・ヨージー         | アメリカ合衆国           | WBCアメリカ大陸スーパーウェルター級王座決定戦                                                                            |
| 21           | 2013年6月8日   | ☆    | 12R      | 判定3-0 | デメトリアス・ホプキンス         | アメリカ合衆国           | USBA全米スーパーウェルター級タイトルマッチ                                                                               |
| 22           | 2013年10月14日 | ☆    | 10R 1:41 | TKO     | ホセ・アンヘル・ロドリゲス       | アメリカ合衆国           | |
| 23           | 2014年1月25日  | ☆    | 10R      | 判定3-0 | ガブリエル・ロサド               | アメリカ合衆国           | |
| 24           | 2014年5月24日  | ☆    | 12R      | 判定3-0 | チャーリー太田（八王子中屋）     | アメリカ合衆国           | |
| 25           | 2014年12月13日 | ☆    | 10R      | 判定3-0 | ミゲル・アルベルト・ロザノ       | メキシコ                 | |
| 26           | 2015年3月28日  | ☆    | 10R      | 判定3-0 | バネス・マーティロスヤン         | アメリカ合衆国           | |
| 27           | 2015年10月31日 | ☆    | 6R 1:21  | TKO     | ジョアシャン・アルシーヌ         | カナダ                   | |
| 28           | 2016年5月21日  | ☆    | 8R 0:51  | TKO     | ジョン・ジャクソン               | アメリカ領ヴァージン諸島 | WBC世界スーパーウェルター級王座決定戦                                                                                    |
| 29           | 2017年4月22日  | ☆    | 6R 0:32  | KO      | チャールズ・ハットリー           | アメリカ合衆国           | WBC防衛1 |
| 30           | 2017年10月14日 | ☆    | 1R 2:41  | KO      | エリクソン・ルービン             | アメリカ合衆国           | WBC防衛2 |
| 31           | 2018年6月9日   | ☆    | 12R      | 判定2-0 | オースティン・トラウト           | アメリカ合衆国           | WBC防衛3 |
| 32           | 2018年12月22日 | ★    | 12R      | 判定0-3 | トニー・ハリソン                 | アメリカ合衆国           | WBC陥落 |
| 33           | 2019年6月23日  | ☆    | 3R 2:14  | KO      | ホルヘ・コタ                     | メキシコ                 | |
| 34           | 2019年12月21日 | ☆    | 11R 2:28 | TKO     | トニー・ハリソン                 | アメリカ合衆国           | WBC世界スーパーウェルター級タイトルマッチ                                                                                |
| 35           | 2020年9月26日  | ☆    | 8R 0:21  | KO      | ジェイソン・ロサリオ             | ドミニカ共和国           | WBA・WBC・IBF世界スーパーウェルター級王座統一戦 WBC防衛1 WBA・IBF・リングマガジン王座獲得                                |
| 36           | 2021年7月17日  | △    | 12R      | 判定1-1 | ブライアン・カスターニョ         | アルゼンチン             | WBA・WBC・IBF・WBO世界スーパーウェルター級王座統一戦 WBA防衛1・WBC防衛2・IBF防衛1                                        |
| 37           | 2022年5月14日  | ☆    | 10R 2:33 | KO      | ブライアン・カスターニョ         | アルゼンチン             | WBA・WBC・IBF・WBO世界スーパーウェルター級王座統一戦 WBA防衛2→休養王座に認定・WBC防衛3→休養王座に認定・IBF防衛2・WBO獲得 |
| 38           | 2023年9月30日  | ★    | 12R      | 判定0-3 | サウル・アルバレス               | メキシコ                 | WBA・WBC・IBF・WBO世界スーパーミドル級タイトルマッチ                                                                     |
| テンプレート |                |      |          |         |                                  |                          | |

## 獲得タイトル
- WBCアメリカ大陸スーパーウェルター級王座
- USBA全米スーパーウェルター級王座
- WBC世界スーパーウェルター級王座（防衛3=剥奪および休養王座に認定）
- WBA世界スーパーウェルター級スーパー王座（防衛2=剥奪および休養王座に認定）
- IBF世界スーパーウェルター級王座（防衛2=返上）
- WBO世界スーパーウェルター級王座（防衛0=剥奪）
- リングマガジン世界スーパーウェルター級王座
- WBC世界スーパーウェルター級休養王座（防衛0）
- WBA世界スーパーウェルター級休養王座（防衛0）

## ペイ・パー・ビュー売上げ
| 開催年月日    | イベント | 販売件数        | テレビ局 | 備考   |
| ------------- | --- | --------------- | -------- | ------ |
| 2023年9月30日 | サウル・アルバレス vs. ジャーメル・チャーロ                                                                               | 65万件 - 70万件 | SHOWTIME | 85ドル |
| 2020年9月26日 | ジャーモール・チャーロ vs. セルゲイ・デレフヤンチェンコ（第一部） ジャーメル・チャーロ vs. ジェイソン・ロサリオ（第二部） | 12万件          | SHOWTIME | 75ドル |